# Amt Pinnau
Das Amt Pinnau ist ein Amt im Kreis Pinneberg in Schleswig-Holstein. Der Verwaltungssitz befindet sich in der Gemeinde Rellingen, die dem Amt nicht angehört.

## Geschichte
Das Amt wurde am 1. Januar 2007 im Zuge der schleswig-holsteinischen Verwaltungsstrukturreform durch Fusion der Ämter Bönningstedt und Pinneberg-Land gebildet.
Der Amtssitz befand sich bis zum Umzug der Verwaltung zum 1. August 2008 in der Gemeinde Bönningstedt und ist nun im Rathaus der Gemeinde Rellingen zu finden.
Die Gemeinden Bönningstedt und Hasloh verließen das Amt zum 1. Januar 2013 und werden seither durch die Stadt Quickborn verwaltet.

## Amtsangehörige Gemeinden
- Borstel-Hohenraden
- Ellerbek
- Kummerfeld
- Prisdorf
- Tangstedt

## Wappen, Flagge und Dienstsiegel
Das Amt Pinnau führt kein eigenes Wappen und keine eigene Flagge. Als Dienstsiegel führt es das kleine Landessiegel mit der Inschrift „Amt Pinnau, Kreis Pinneberg“.